# Josef Haas
Josef Haas (Marbach, 3 agosto 1937 – Marbach, 18 gennaio 2024) è stato un fondista svizzero.

## Palmarès

### Olimpiadi invernali
- Bronzo a Grenoble 1968 nei 50 km.